# Iván Cruz-Uceda
Iván Cruz-Uceda (Madrid, 24 de octubre de 1991) es un jugador de baloncesto español. Tiene una altura de 2,08 metros y juega de Ala-pívot en las filas del Club Melilla Baloncesto de la Primera FEB española.

## Trayectoria deportiva
Sus comienzos en el mundo de la canasta vinieron de la mano del Club Baloncesto Alcobendas y en el Colegio Brains. Los ojeadores de Estudiantes observaron su potencial y sumó una etapa en el club del Ramiro de Maeztu, donde llegó a jugar en Liga EBA.
La gran campaña en la 10/11 con Estudiantes (10.5 puntos, 6.4 rebotes y 11.4 de valoración) propició su debut en Adecco Plata de mano del Club Baloncesto Las Rozas, con el que jugó 23 partidos, promediando 5 puntos, 3.3 rebotes y 5.3 de valoración en 13 minutos sobre la cancha, donde ya se podía comprobar la calidad que atesoraba con acciones de mucha calidad y desparpajo en el juego.
En 2012, dio el salto al otro lado del Atlántico para comenzar periplo universitario en Harcum College, uno de los Junior College con más prestigio de la NJCAA. Tras 2 temporadas allí jugando a gran nivel y firmando un segundo año de 14,6 puntos y 9,6 rebotes por encuentro, varias universidades de NCAA Div I le ofrecieron la oportunidad en forma de beca completa de poder jugar los 2 años restantes de elegibilidad. 
FInalmente se decantó por Miami Hurricanes saliendo de Harcum como una leyenda ya que allí estableció varios records como el de mayor número de rebotes en un partido (29) o mayor número de rebotes en la historia (635). También finalizó en JuCo como cuarto mejor anotador del college (957) y sexto mejor taponador (76) estableciendo además el mejor porcentaje de triples de la historia de la escuela con un 45,5%.
Ya en los Hurricanes, a un nivel más alto de exigencia, en su primer año en Coral Gables tuvo algún partido destacado (18 puntos, 5 rebotes ante Virginia Tech). En su segunda temporada allí, su última como colegial, finalizó con 5,4 puntos, 2,6 rebotes de promedio con un par de partidos por encima de los 15 puntos.
En septiembre de 2016, el Cafés Candelas Breogán de Lugo hace oficial la incorporación del madrileño recién salido de NCAA.
Tras una temporada en Lugo, en julio de 2017 ficha por el Club Betis Energía Plus.
En agosto de 2018 se incorpora a la disciplina del RETAbet Bilbao Basket de Liga LEB Oro, club en el que permanece durante dos temporadas.
En su segunda temporada en RETAbet Bilbao Basket en Liga Endesa aportó 3,1 puntos 1,6 rebotes en 10 minutos sobre la cancha.
En julio de 2020, se compromete con el Club Baloncesto Breogán de la Liga LEB Oro.
El 5 de julio de 2022, firma por el Lenovo Tenerife de la Liga Endesa.
El 15 de enero de 2023, firma por Casademont Zaragoza de la Liga ACB hasta junio de 2024.
El 26 de julio de 2023, firma por el Palencia Baloncesto de la Liga ACB.
El 27 de junio de 2024, firma por el Baloncesto Fuenlabrada de la liga Liga Española de Baloncesto Oro (Primera FEB).
El 26 de julio de 2025, firma con el Club Melilla Baloncesto para disputar la Primera FEB.

## Clubs
- Miami Hurricanes (2014-2016)
- Club Baloncesto Breogán (2016-2017)
- Club Baloncesto Sevilla (2017-2018)
- Bilbao Basket (2018-2020)
- Club Baloncesto Breogán (2020-2022)
- Lenovo Tenerife (2022-2023)
- Casademont Zaragoza (2023)
- Palencia Baloncesto (2023-2024)
- Baloncesto Fuenlabrada (2024-2025)
- Club Melilla Baloncesto (2025-Actualidad)